# Mycoplasma
Mycoplasma is een geslacht van bacteriën. Ze hebben geen celwand. Hierdoor zijn ze erg kwetsbaar. Er zijn meer dan honderd Mycoplasma-soorten bekend. Het zijn ziekteverwekkers (mycoplasmose) bij dieren. Bij planten komen de fytoplasma's voor. Doordat ze geen celwand hebben is het ook niet mogelijk dat ze verhoudingsgewijs groot worden; het zijn de kleinste bacteriën die bekend zijn. De kolonies van de meeste Mycoplasma-soorten zien eruit als een spiegelei, enkele soorten zien eruit als een druppeltje water. Dit spiegelei-effect komt doordat deze Mycoplasma-soorten de eigenschap hebben om in de agar te groeien, waardoor een verdikking ontstaat in het midden van de kolonie.Ze zijn zo klein dat bij hun ontdekking wetenschappers dachten dat het om een nieuw soort virus ging. De kolonies van de Mycoplasma-soorten zijn zo klein dat ze niet met een lichtmicroscoop te zien zijn. Hiervoor moet gebruik worden gemaakt van andere technieken, zoals PCR. Ze zijn de facultatief anaeroob en hebben een diameter van ongeveer 0,1 µm. Een mycoplasmacel heeft geen vaste vorm omdat het de stevigheid van de celwand mist.
Mycoplasma is moeilijk te kweken. Ze stellen zeer hoge eisen aan het medium en groeien bovendien erg langzaam. Een Mycoplasma-cel bezit 468 genen. Alleen van de bacterie Buchnera is bekend dat deze minder genen heeft.

## Oorsprong van de naam
De naam Mycoplasma komt van het Griekse woord μυκής, mykes (schimmel) en πλάσμα, plasma (gevormd), werd voor het eerst gebruikt door Albert Bernhard Frank in 1889. Hij dacht dat het een schimmel was, door schimmel-achtige kenmerken. Julian Nowak heeft vervolgens het geslacht Mycoplasma voorgesteld voor bepaalde draadvormige micro-organismen die zowel cellulaire en acellulaire fases hebben in hun levenscyclus, dit kan verklaren waarom ze zichtbaar waren met een microscoop maar door filters ging die ondoorlaatbaar waren voor bacteriën.
Een oudere naam voor Mycoplasma was bacterie-achtige organismen (pleuropneumonia-like organisms, PPLO).

## Geschiedenis mycoplasma onderzoek
De ontdekking van mycoplasma dateert van 1898. De ontdekking en het onderzoek van mycoplasma ging moeilijk vanwege hun kleine formaat, de kleuring was moeilijk omdat ze geen celwand hebben en de uitdagende laboratoriumomstandigheden die nodig zijn om ze te kweken. Hun kleine formaat betekende dat ze in eerste instantie niet geïdentificeerd waren als bacteriën en werden dus jarenlang als virussen beschouwd. Later werden mycoplasma's verward met de L-vormen, dit zijn bacteriële protoplasten die hun celwand geheel of gedeeltelijk verloren zijn. In de jaren 1950 en 1960 begonnen onderzoekers met het isoleren en kweken van mycoplasma en ureaplasma dit leidde tot hun erkenning als een unieke soort.

## Ziekteverwekkers
Bekende ziekteverwekkers bij de mens zijn:
- Mycoplasma fermentans
- Mycoplasma genitalium
- Mycoplasma hominis
- Mycoplasma pneumoniae